# Tony Waiters
Anthony Keith "Tony" Waiters (Southport, 1 de fevereiro de 1937 — 10 de novembro de 2020) foi um ex-futebolista profissional e treinador inglês, que atuava como goleiro.

## Carreira
Tony Waiters treinou e comandou o elenco da histórica Seleção Canadense de Futebol da Copa do Mundo de 1986 

## Morte
Waiters morreu em 5 de novembro de 2020, tinha  83 anos.